# Смоуки
„Смоуки“ (на английски: Smokie) е английска глем рок група, основана през 1974 година в Брадфорд.
Групата е най-популярна през 70-те години на XX век, когато водещ вокалист е Крис Норман. Най-известните им хитове са If You Think You Know How to Love Me, Don't Play Your Rock 'n' Roll to Me, Lay Back in the Arms of Someone.
Място начело на класациите през 1977 г. заема песента Living Next Door to Alice.

## Дискография

### Студийни албуми
- 1974 – Pass It Around, преиздаден през 2009 г. в Smokie: Original Album Classics (5 CD)
- 1975 – Changing All The Time, преиздаден през 2009 г. в Smokie: Original Album Classics (5 CD)
- 1976 – Smokie
- 1976 – Midnight Cafe, преиздаден през 2009 г. в Smokie: Original Album Classics (5 CD)
- 1977 – Greatest Hits, компилация
- 1977 – Bright Lights & Back Alleys, преиздаден през 2007, 2009 в Smokie: Original Album Classics (5 CD) и 2016 г.
- 1978 – The Montreux Album, преиздаден през 2007, 2009 в Smokie: Original Album Classics (5 CD), 2016 и 2021 г.
- 1979 – The Other Side Of The Road
- 1981 – Solid Ground
- 1982 – Strangers In Paradise
- 1982 – Midnight Delight
- 1987 – All Fired Up
- 1989 – Boulevard Of Broken Dreams
- 1990 – Whose Are These Boots?
- 1992 – Chasing Shadows
- 1993 – Burnin' Ambition
- 1995 – The World And Elsewhere
- 1996 – Light A Candle
- 1997 – The best of Smokie, компилация (BMG Entertainment – 74321 476832)
- 1998 – Wild Horses
- 2000 – Uncovered
- 2001 – Uncovered Too
- 2004 – On The Wire
- 2009 – Needles and Pins: The Best of Smokie, компилация (Sony Music – 88697472752)
- 2017 – Smokie: Greatest Hits Vol. 2 Gold (New Extended Version), компилация
- 2020 – Smokie: Gold, компилация (Sony Music – CRIMCD680)
- 2021 – The Very Best Of (Remastered), компилация